# 李藎
李藎（1534年—？年），字臣忱，號沔南，四川成都右衛軍籍直隸永平衛人。

## 生平
二月初五日生，行二，治《詩經》，由成都縣學生中式四川鄉試第五十四名舉人，年三十八歲中式隆慶五年辛未科會試第六十一名，第三甲第二百七十三名進士。都察院觀政，授云南府推官，萬曆五年（1577年）闰八月选授江西道试监察御史，七年差巡盐两浙，九月升山东佥事，卒于官。

## 家族
曾祖李楫；祖李裕；父李鳳鳴，教諭；嫡母杜氏；繼母何氏；生母賀氏。永感下，妻葛氏，兄天培；蓁；蕡，弟芫；英。